# Südlicher Zahnspinner

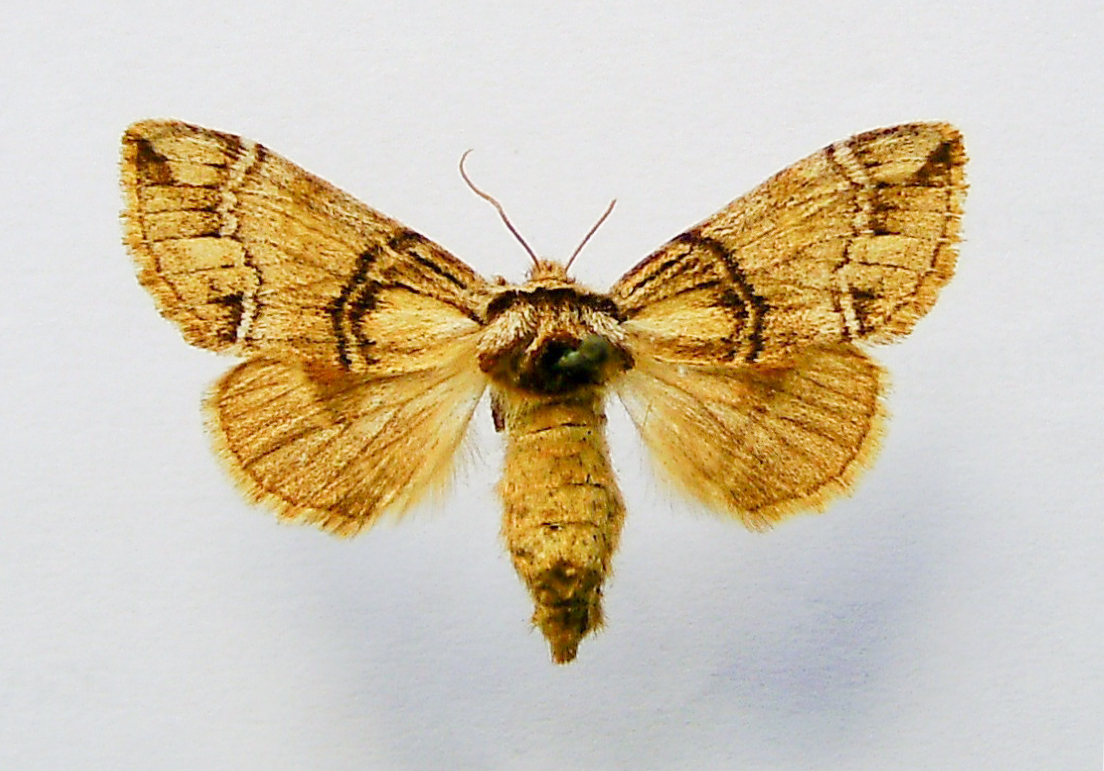
Präparat eines weiblichen Falters des Südlichen Zahnspinners (Drymonia velitaris)

Der Südliche Zahnspinner (Drymonia velitaris), früher auch als  Eichenglattrandspinner  bezeichnet,  ist ein Schmetterling (Nachtfalter) aus der Familie der Zahnspinner (Notodontidae). Ein Synonym der Art ist Ochrostigma velitaris.

## Merkmale

### Imago
Die Falter erreichen eine Flügelspannweite von 30 bis 40 Millimetern. Sie haben in verschiedenen Brauntönen gefärbte Flügel. Die Vorderflügel besitzen am Innenrand den für die meisten Zahnspinnerarten typischen Schuppenzahn. Die Wurzelbasis der Vorderflügel ist beigefarbig aufgehellt und wird von einem doppelten Bogen begrenzt. Dieser Doppelbogen unterscheidet den Falter von den sonst ähnlichen Arten Ungefleckter Zahnspinner (Drymonia dodonaea), Dunkelgrauer Zahnspinner (Drymonia ruficornis), Weißbinden-Zahnspinner (Drymonia querna) und Schwarzeck-Zahnspinner (Drymonia obliterata). Die Palpen sind kurz, der Rüssel verkümmert. Die Fühler der Männchen sind bis zur Spitze doppelt gekämmt, diejenigen der Weibchen schwach gesägt. Der Thorax besitzt einen aufrechten Haarschopf am Kopf sowie einen etwas kleineren am Hinterleib. Dieser ist kurz anliegend behaart.

### Ei
Das Ei ist kugelig und von weißlicher Farbe.

### Raupe
Die erwachsenen Raupen  sind schlank, höckerlos und gelbgrün. Sie haben vier gelbe, aus einzelnen Flecken gebildete Rückenstreifen und außerdem einen breiten rot gesäumten Fußstreifen.

### Puppe
Die Puppe ist rotbraun gefärbt und hat kurze Enddornen.

## Ähnliche Arten
- Dunkelgrauer Zahnspinner (Drymonia ruficornis)
- Weißbinden-Zahnspinner (Drymonia querna)
- Ungefleckter Zahnspinner (Drymonia dodonaea)
- Schwarzeck-Zahnspinner ( Drymonia obliterata )

## Vorkommen
In Mitteleuropa ist die Art fast überall nur lokal verbreitet und selten. Sie kommt in verschiedenen Lebensräumen vor, in denen ihre Futterpflanzen wachsen, wie z. B. in Eichenbuschgebieten, Eichenwäldern sowie warmen und sandigen Heidegebieten.

## Lebensweise
Die nachtaktiven Falter fliegen vorwiegend von Ende Mai bis Anfang Juli und an warmen Plätzen in einer zweiten Generation im August und September. Sie fliegen  künstliche Lichtquellen an. In Ruhestellung halten sie die Flügel dachförmig. Die Raupe ist von Juli bis September anzutreffen und ist, wenn sie nicht frisst, träge und sitzt ruhig am Blattstiel. Sie verpuppt sich in einem lockeren Gespinst am Boden. Die Überwinterung erfolgt im Puppenstadium. Die Puppe überwintert gelegentlich zweimal.

### Nahrung der Raupen
Die Raupen ernähren sich hauptsächlich von den Blättern von Eichen (Quercus) oder Pappeln (Populus). Sie bevorzugen dabei Büsche. Sie können leicht mit jüngeren Eichenblättern von Büschen aufgezogen werden.

## Gefährdung und Schutz
In Deutschland ist die Art nach Kategorie 2 (stark gefährdet) geschützt, in den Bundesländern Baden-Württemberg, Bayern, Nordrhein-Westfalen und Niedersachsen gemäß Kategorie 1.